# Edinho (futebolista, 1983)
Edimo Ferreira Campos, mais conhecido como Edinho (Niterói, 15 de janeiro de 1983), é um treinador e  ex-futebolista brasileiro que atuava como volante e zagueiro. Atualmente, é técnico da equipe sub-20 do Maringá.
Edinho é primo do também volante Nilton.

## Carreira

### Internacional
O niteroiense Edinho foi revelado pelo Boa Vista Sport Club, de Saquarema, onde profissionalizou-se, aos 16 anos. Fez testes no Flamengo, Corinthians, Cruzeiro e Portuguesa-SP, mas não foi aprovado. Um empresário o levou para fazer testes em times de aspirantes na França, mas acabou abandonando o jogador, que chegou a passar fome. Acabou socorrido por Fernandão, que então atuava no Olympique Marseille. De volta ao Brasil, chegou ao Internacional, em 2002, para atuar nos juniores. Foi promovido aos profissionais em 2003. No clube gaúcho, conquistou diversos títulos, entre eles: a Copa Libertadores da América, o Mundial de Clubes e a Copa Sul-Americana. No clube, foi considerado ídolo até certo ponto de sua carreira, quando trocou o Fluminense pelo Grêmio e foi autor de frases polêmicas e pejorativas contra o Internacional.

### Palmeiras
Em janeiro de 2010, o Palmeiras confirmou que o clube assinou mais um reforço para a equipe, nesta temporada, o clube assinou por quatro anos, o meio-campista, até dezembro de 2013. Fez um gol pelo clube contra o São Paulo no Morumbi em que a partida terminou em 1 a 1.

### Fluminense

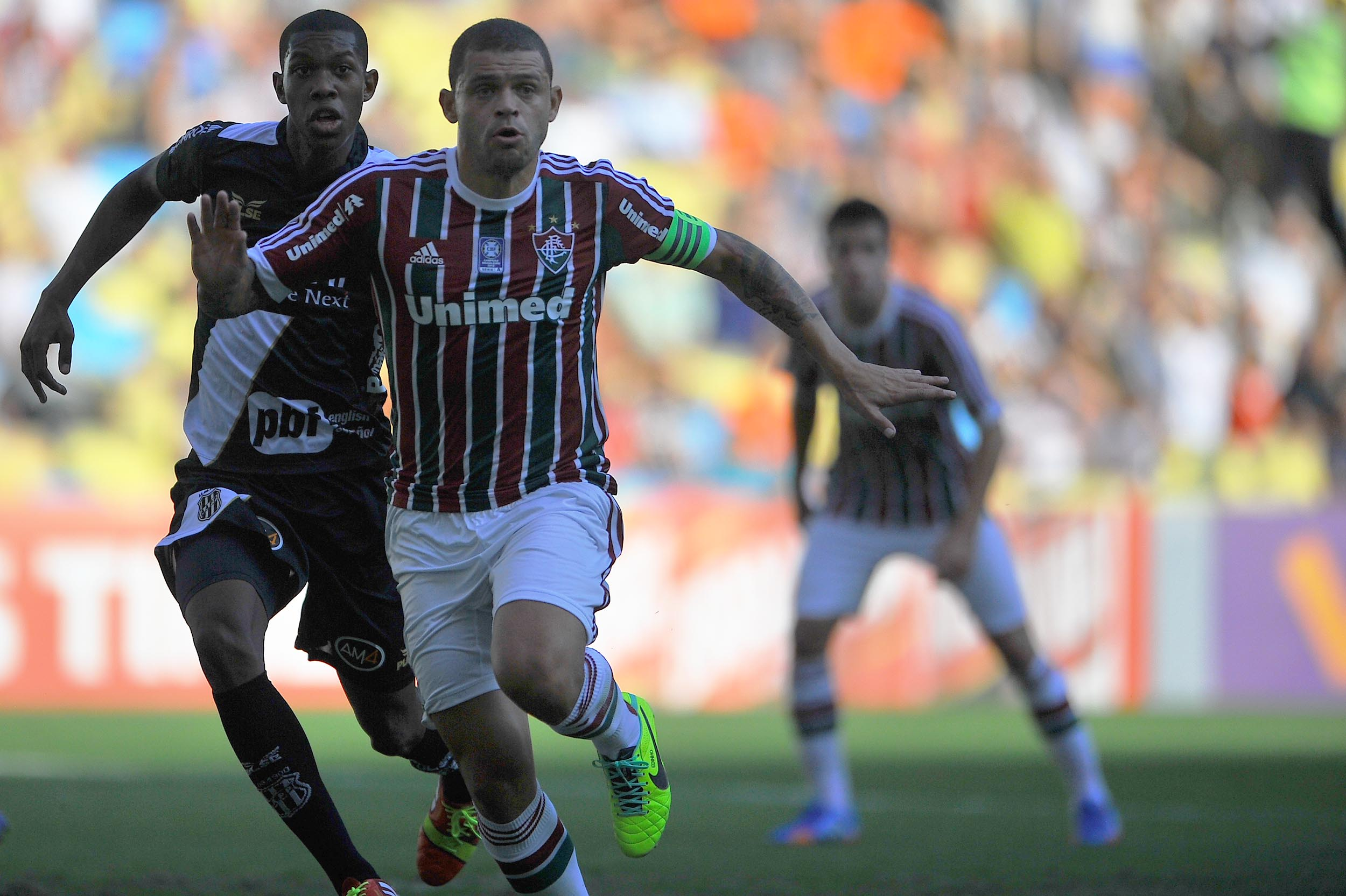
Edinho no Fluminense em 2013

No início de 2011, chegou ao Fluminense para jogar como volante, sua posição de origem. Porém, devido à necessidade da comissão técnica, foi escalado na defesa e conseguiu destaque, retornando, posteriormente, ao meio-campo. Edinho é um volante versátil, pois tem passes precisos, é eficiente no desarme e comete poucas faltas.
Em janeiro de 2011, o Fluminense contratou o jogador a pedido de Muricy Ramalho, treinador do Fluminense. Os cariocas pagaram três milhões e quatrocentos mil euros pelo jogador, em uma das maiores negociações entre clubes do futebol brasileiro.
Em 17 de agosto de 2011, Edinho fez seu primeiro gol pelo Fluminense em um jogo contra o Figueirense, ele marcou em um chute forte de fora da área, entrando no ângulo do goleiro do Figueirense Wilson. Na Campanha do título de 2012, Edinho foi considerado o ponto forte do sistema defensivo. No começo de 2013 fez um passe para Jean fazer 3 a 0 para o Fluminense sobre o Olaria em 24 de janeiro.

### Grêmio
Em 2014, foi anunciado como reforço do Grêmio para a disputa do Campeonato Gaúcho, Copa Libertadores da América, Copa do Brasil e Campeonato Brasileiro. A contratação do volante não foi muito bem aceita por uma parte da torcida gremista, devido a passagem do volante pelo Internacional, maior rival do Grêmio.
Estreou com a camisa tricolor na terceira rodada do Campeonato Gaúcho de 2014, no dia 26 de janeiro do mesmo ano, na vitória gremista por 4 a 0 em cima do Aimoré, quando marcou o seu primeiro gol pelo Grêmio, o terceiro da partida, desviando com o pé esquerdo cruzamento do meia uruguaio Maxi Rodríguez (os outros três gols foram marcados por Barcos, Bressan e Kleber, respectivamente).
Em maio de 2014, Edinho se envolveu em polêmica. Uma foto de Edinho com um copo de cerveja e a legenda "minha concentração" caiu na internet. Edinho confirmou a veracidade da foto, mas negou que foi tirada na concentração do clube.
No início de 2015, o jogador foi afastado devido à orientação do novo presidente, Romildo Bolzan Júnior, em apostar em jogadores mais novos. Seis meses depois, Edinho foi reintegrado ao grupo a pedido do treinador Roger Machado.

### Coritiba
No dia 6 de junho de 2016, foi envolvido em uma troca com a equipe do Grêmio, a equipe gaucha cedeu o jogador Edinho, e Negueba irá defender as cores do tricolor de Porto Alegre.

## Títulos
Internacional

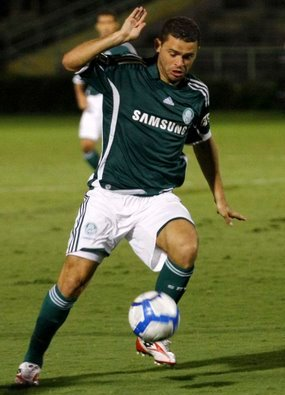
Edinho em ação no Palmeiras em 2010

- Campeonato Gaúcho: 2004, 2005, 2008
- Copa Dubai: 2008
- Copa Libertadores da América : 2006
- Mundial de Clubes: 2006
- Recopa Sul-Americana: 2007
- Copa Sul-americana: 2008

Fluminense
- Campeonato Carioca: 2012
- Campeonato Brasileiro: 2012

Coritiba
- Campeonato Paranaense: 2017

## Estilo de jogo
Caracterizado pelas posições defensivas, Edinho joga tanto no meio como volante quanto como zagueiro, não é um jogador muito veloz e ágil, procurando sempre desarmar os jogadores antes que eles tenham uma explosão, só cometendo faltas em casos extremos.